# 卡鲁塞尔桥
卡鲁塞尔桥（法語：Pont du Carrousel，發音：[pɔ̃ dy kaʁuzɛl]），法国巴黎的一条桥梁，横跨塞纳河，连接杜伊勒里码头和伏尔泰码头，邻近王宫-卢浮宫站。由于邻近卢浮宫，此桥也名为卢浮宫桥。

## 历史

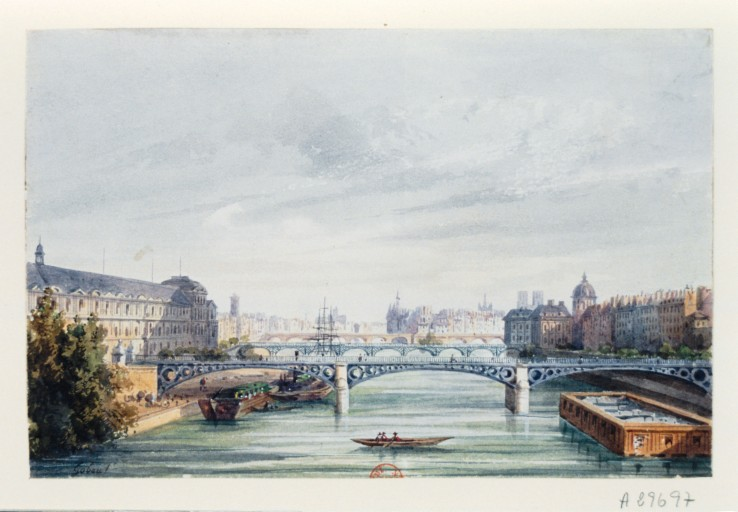
旧卡鲁塞尔桥

桥梁在1831年圣佩尔街延长而落成时名为圣佩尔桥（Pont des Saints-Pères）。在1834年，它被路易-菲利普一世命名为现名，因为此桥邻近卡鲁塞尔凯旋门。由于狭窄的桥面无法应付20世纪日益繁忙的交通，该桥于1939年完成了重建和扩宽工程。